# Покривник бурий
Покривни́к бурий (Sipia laemosticta) — вид горобцеподібних птахів родини сорокушових (Thamnophilidae). Мешкає в Коста-Риці і Панамі. Магдаленський покривник раніше вважався конспецифічним з бурим покривником, однак був визнаний окремим видом.

## Опис

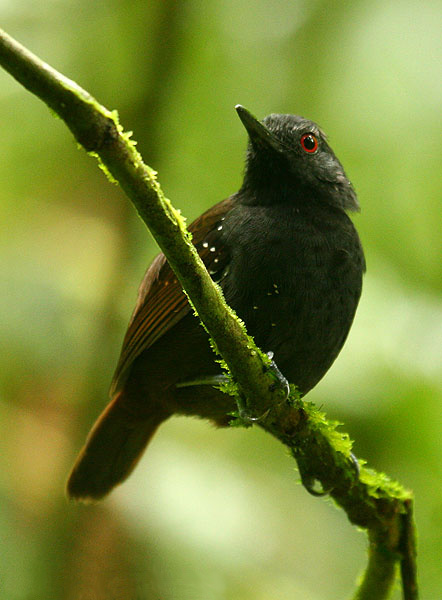
Бурий покривник (Національний парк Брауліо Каррильйо (національний парк), Коста-Рика)

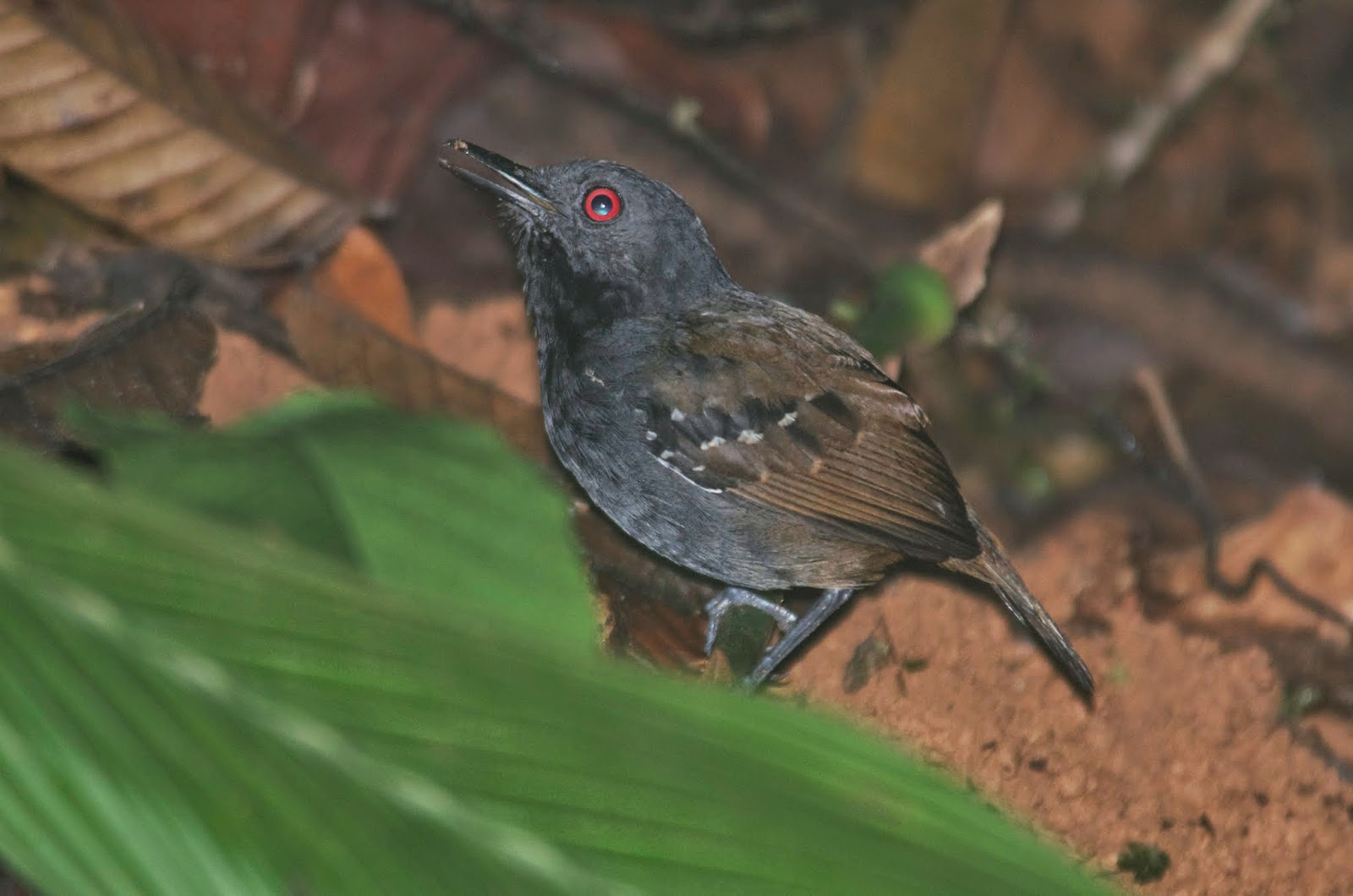
Бурий покривник (Панама)

Довжина птаха становить 13-14 см, вага 24-15 г. У самців голова, шия і нижня частина тіла темно-сірі, горло чорнувате, на верхній частині грудей є нечіткі чорні плями. Верхня частина тіла оливково-коричнева, крила і хвіст більш рудуваті, на спині між крилами є малопомітна біла пляма. Першорядні покривні пера крил чорні з коричневими кінчиками, другорядні і третьорядні покривні пера крил чорні з білими кінчиками, нижні покривні пера крил сірі. Райдужки червоні, дзьоб чорний, лапи сірі. Самиці мають подібне забарвлення, однак горло у них поцятковане білим лускоподібним візерунком, а плямки на покривних перах крил у них білі.

## Поширення і екологія
Бурі покривники мешкають в Коста-Риці і Панамі, можливо, також на крайньому північному заході Колумбії. Вони живуть в густому підліску вологих тропічних лісах, віддають перевагу глибоким, вологим ярам в перегір'ях і заростям на берегах струмків. Зустрічаються поодинці, парами або невеликими сімейними зграйками, на висоті до 1000 м над рівнем моря, переважно на висоті від 300 до 750 м над рівнем моря. Живляться комахами та іншими безхребетними, зокрема павуками, жуками, тарганами, цвіркунами, мокрицями і личинками, яких шукають в підліску на висоті до 1 м над землею та в лісовій підстилці, серед опалого листя. Іноді слідкують за кочовими мурахами. Гніздо чашоподібне, в кладці 2 яйця.